# 赤木周行
赤木 周行（あかぎ ちかゆき、1857年8月8日（安政4年6月19日） - 1896年（明治29年）3月8日）は、岡山県士族の理学士。東京物理学講習所（後の東京物理学校、現在の東京理科大学）の創立者の一人である。

## 経歴
- 1857年8月8日（安政4年6月19日） - 現在の岡山県生まれ。
東京大学理学部仏語物理学科で学ぶ。
- 1881年（明治14年）6月 - 東京物理学講習所の創立者の一人となる。

## 訳書
- 中村精男校閲、赤木周行抄訳『常用曲線』辻謙之介、北畠茂兵衛、阪上半七、1882年（明治15年）8月